# Rebecca Kabugho
Rebecca Kabugho, née le 4 septembre 1994 à Goma, est une militante politique congolaise, membre du principal mouvement citoyen de la RDC, Lutte pour le changement (LUCHA), arrêtée en février 2016 pour avoir manifesté pour l'organisation d'élections dans son pays. Elle est, à l'âge de 22 ans, la plus jeune prisonnière politique au monde.
Le 29 mars 2017, elle reçoit de la première dame des États-Unis Melania Trump et du sous-secrétaire d’État aux affaires politiques Thomas A. Shannon, le prix international de la femme de courage.